# 富貴角燈塔
富貴角燈塔，原稱富基角燈塔，是台灣最北端的燈塔，位於新北市石門區富貴角。

## 歷史

### 台灣日治時期
起建於1896年（明治29年），至1897年（明治30年）建造完竣。為台灣日治時期興建的第2座燈塔，係因為了建造臺灣與日本之間的海底電纜以及航路設備而興建， 建地乃向淡水居民林萬得收購，共31,750平方公尺，燈塔所有的建材皆自日本運來，鐵造塔身為東京田中鐵工場製作。最初塔身結構是八角形鐵造，高度30公尺，因當地多濃霧， 故漆上黑白相間的平行條紋， 原裝配二等三重芯煤油燈，白色定光，光力3,500支燭光，至1911年時（明治44年），改用17,600支燭光的煤油白熱燈。1927年（昭和元年），改名「富貴角燈塔」迄今。1928年（昭和3年），再度改用白色頓光電燈，明5秒滅5秒，光力增加為19,000支燭光。
第二次世界大戰期間遭美軍轟炸，燈器毀損， 塔體亦嚴重銹蝕。

### 中華民國時期
於1954年暫時使用鋼架塔代替， 燈塔部分土地遭軍方借用建造雷達站。1962年時改建為八角形混凝土塔，塔身漆上原初的條紋外觀。1973年增設無線電標桿一座。1981年電霧號霧笛一座，亦為首次在臺灣出現的航路標誌。

## 燈塔結構與行政諸元

### 燈塔結構諸元
- 塔高：14.3公尺。
- 塔身塗色・構造：八角形鋼筋混凝土塔、外觀黑白平行相間條紋，頂層外有環繞陽台。
- 燈高：31.4公尺〈以高潮面至燈火中心計〉。
- 燈器：3等旋轉透鏡電燈。
- 燈質（頻率）：每15秒連閃白光2次（白連閃光）。
- 光力：1,500,000支燭光。
- 公稱光程：26.8浬。
- 明弧：069度-272度。
- 霧笛：電霧號1組，1981年增設(主要在秋、冬季節出現濃霧時使用)。
  - 頻率：300赫。
  - 音符：每30秒發放一次（鳴3秒，靜27秒）。
  - 音達距離：約3浬。
- 無線電標桿：一座，1973年增設；1991年加以汰換，輸出電力100瓦特，射程100浬，與基隆燈塔無線電標桿合成一組，以便定位。依據財政部關稅總局海務處第95008號布告，富貴角無線電標杆停止播發信號自2006年8月18日起停止播發信號。[2]
- 連絡配備：無線電對講機配置。

### 燈塔行政諸元
- 管轄機關：燈塔原為中華民國財政部關務署管理，已於2013年1月1日移交由中華民國交通部航港局管轄。
- 人員編制：有看守人。
- 開放參觀與否：在2015年8月29日開放。

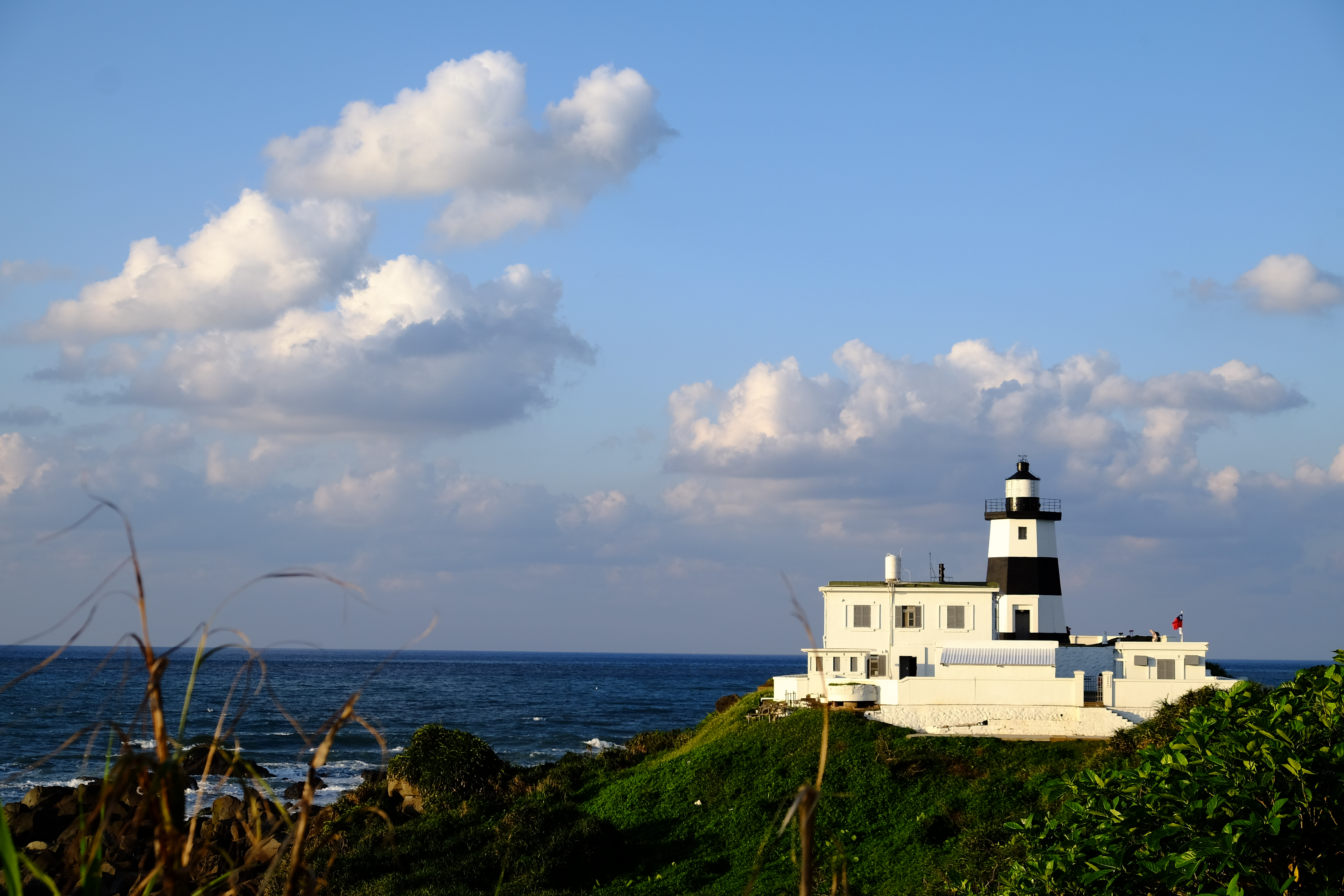
富貴角燈塔
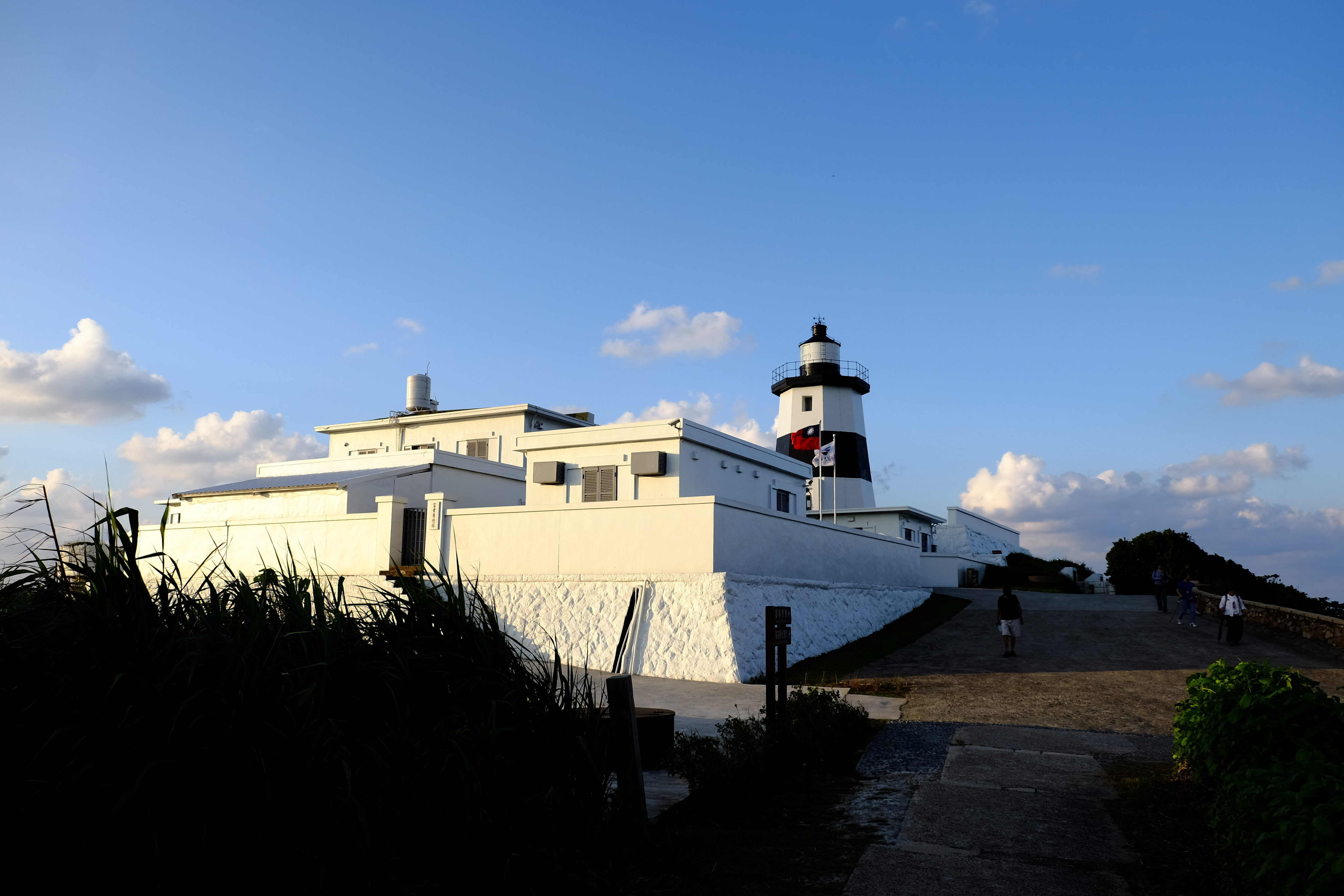
富貴角燈塔
民國70年，富貴角燈塔增設的電霧號
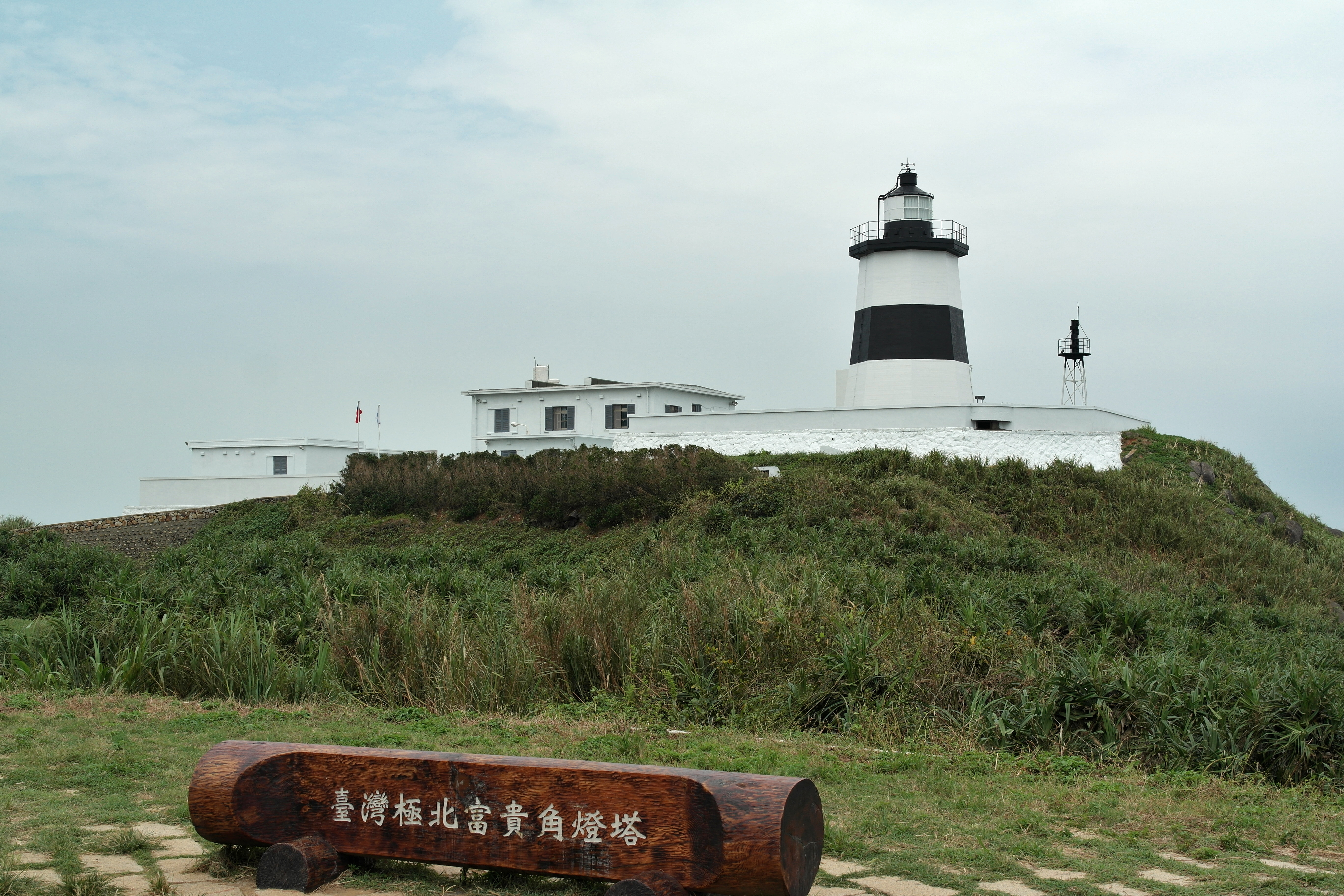
富貴角燈塔側面
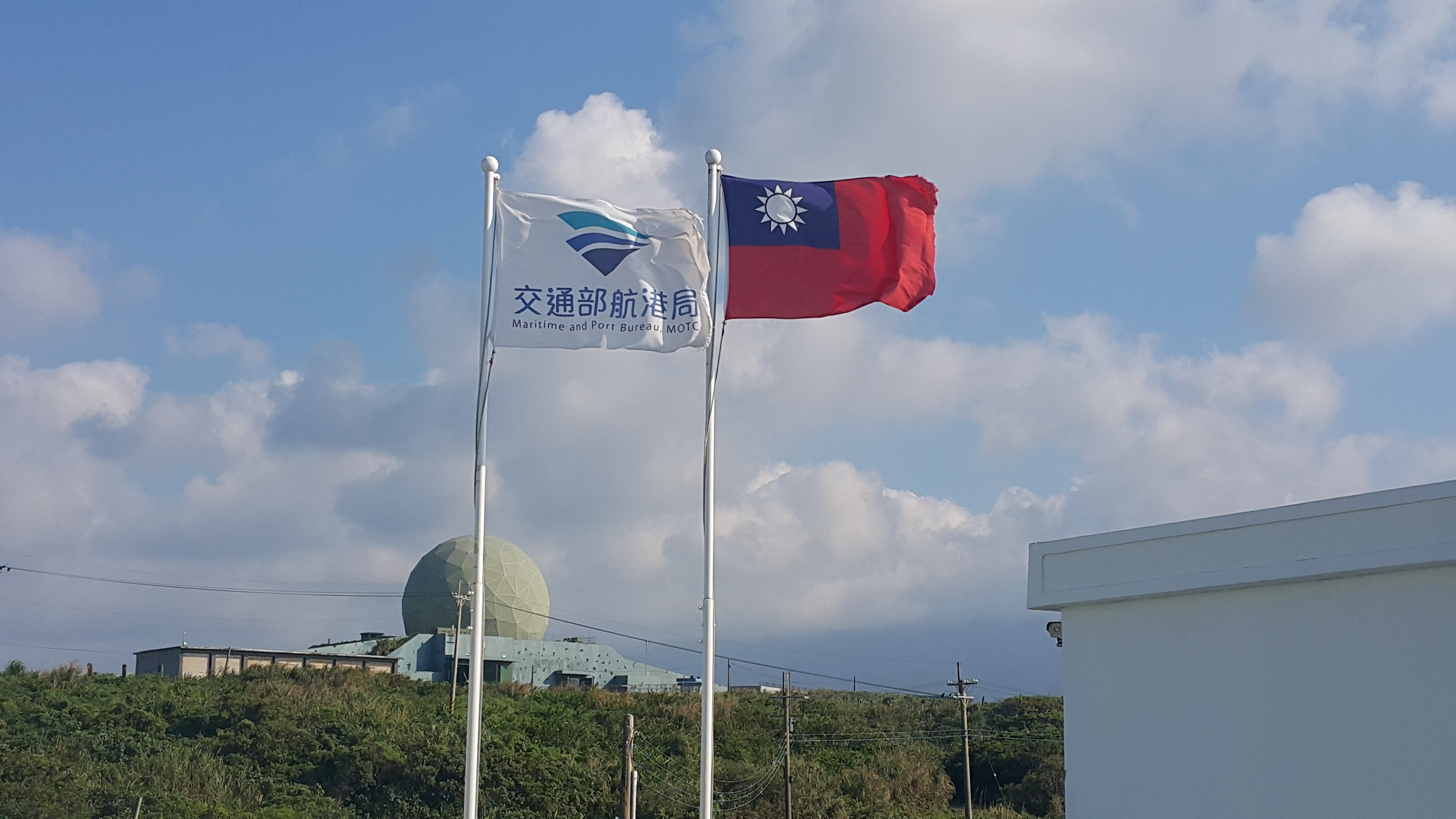
富貴角燈塔懸掛的中華民國國旗（右）與交通部航港局局旗（左）

## 關連項目
- 台灣燈塔列表
- 美國燈塔列表（Lighthouses in the United States）
- 世界燈塔列表（List of lighthouses and lightvessels）
- 日本燈塔50選
- 富基漁港
- 富貴角
- 石門區

## 外部連結
- 富貴角燈塔 （页面存档备份，存于）
- 交通部航港局-富貴角燈塔 （页面存档备份，存于）
- 富貴角燈塔(北海岸及觀音山國家風景區) （页面存档备份，存于）